# Cesar (departamento)
Cesar é um departamento da Colômbia.

## Municípios
1. Aguachica
2. Agustín Codazzi
3. Astrea
4. Becerril
5. Bosconia
6. Chimichagua
7. Chiriguaná
8. Curumaní
9. El Copey
10. El Paso
11. Gamarra
12. Gonzales
13. La Paz
14. La Gloria
15. La Jagua Ibirico
16. Manaure Balcon Cesar
17. Pailitas
18. Pelaya
19. Rio de Oro
20. Robles La Paz
21. San Alberto
22. San Diego
23. San Martin
24. Tamalameque
25. Valledupar